# Il sole ad est (singolo)
Il sole ad est è un singolo del cantante italiano Alberto Urso, pubblicato il 5 febbraio 2020.
Con il brano l'artista si è presentato al Festival di Sanremo 2020, segnando la sua prima partecipazione alla kermesse. Il brano si è classificato al 14º posto.

## Video musicale
In contemporanea con il lancio del singolo, il videoclip è stato pubblicato sul canale Vevo-YouTube del cantante.

## Classifiche
| Classifica (2020) | Posizione massima |
| ----------------- | ----------------- |
| Italia            | 71                |